# NGC 6655
NGC 6655 — двойная звезда в созвездии Щит.
Этот объект входит в число перечисленных в оригинальной редакции «Нового общего каталога».